# エルネスト (映画)
『エルネスト』（英語題：Ernesto）は、2017年の日本・キューバ合作の青春伝記映画。阪本順治監督作品。
チェ・ゲバラと共に革命闘争に参加したフレディ・マエムラの生涯を、彼の姉弟であるマリー・前村・ウルタード、エクトル・ソラーレス・前村の共著『革命の侍〜チェ・ゲバラの下で戦った日系2世フレディ前村の生涯』（長崎出版、2009年。2017年9月、キノブックスより『チェ・ゲバラと共に戦ったある日系二世の生涯 革命に生きた侍』の邦題で再刊）を原作として映画化した。日本では2017年10月6日に公開された。
第32回高崎映画祭最優秀作品賞、ヒロシマ平和映画賞2017受賞作品。
DVD邦題は『エルネスト もう一人のゲバラ』。

## ストーリー
キューバ革命から約半年が経過した1959年夏、キューバ政府使節団として訪日したチェ・ゲバラは、スケジュールを変更して広島市に足を伸ばし、広島平和記念資料館や広島平和記念公園、原爆病院を訪問した。
1962年秋、キューバの医学校に留学した日系ボリビア人のフレディ前村ウルタードは、入学から5日目にしてキューバ危機に遭遇する。フレディは学内のボリビア人留学生グループのまとめ役として機関誌の発行などに携わる一方、ボリビア社会の貧困を見た経験から医学の勉強にも打ち込み、ハバナ大学に進学する。その間にフィデル・カストロやゲバラと会う機会も得た。1964年に故国ボリビアで軍事クーデターが起き、フレディは次第にボリビアでの反政府運動に参加する意思を抑えがたくなっていく。キューバ政府の募集する革命支援隊に志願、合格してゲバラから「エルネスト」という呼び名を与えられる。フレディはキューバを離れ、故国ボリビアの反政府ゲリラ活動に身を投じることになった。

## キャスト
- フレディ前村ウルタード - オダギリジョー
- 森記者 - 永山絢斗
- チェ・ゲバラ - ホワン・ミゲル・バレロ・アコスタ
- フィデル・カストロ - ロベルト・エスピノーサ・セバスコ
- グスタボ - ルイス・マヌエル・アルバレス・チャルチャバル
- ホセ - アルマンド・ミゲール
- アレハンドロ - ヤスマニ・ラザロ
- ハシント - ダニエル・ロメーロ・ピルダイン
- ルイサ - ジゼル・ロミンチャル
- ホアキン - アレクシス・ディアス・デ・ビジェガス
- タニア - ミリアム・アルメダ・ビレラ
- ベラスコ - エンリケ・ブエノ・ロドリゲス
- 矢口 - 田中幸太朗
- 朝山 - 深海哲哉

## スタッフ
- 監督：阪本順治
- 脚本：阪本順治
- 音楽：安川午朗
- 総合プロデューサー：木下直哉
- プロデューサー：椎井友紀子、アルマンド・アリベラ・ノダルセ
- 監督補：ロランド・ハビエル・アルミランテ・カスティージョ
- 撮影：儀間眞悟
- 照明：宗賢次郎
- 録音：佐藤善次郎
- 美術：原田満生
- 編集：普嶋信一
- スクリプター：近藤真智子
- 衣装：岩﨑文男
- メイク：近藤美香
- 助監督：小野寺昭洋
- 製作担当：松田憲一良
- 配給：キノフィルムズ

## 受賞歴
- 広島国際映画祭2017
  - ヒロシマ平和映画賞2017[3]
- 第32回高崎映画祭
  - 最優秀作品賞[4]
- 第30回日刊スポーツ映画大賞
  - 石原裕次郎賞ノミネート[5]